# Cultura de Somalilandia

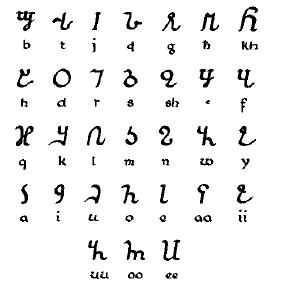
The Osmanya writing script.

La cultura de Somalia es una amalgama de tradiciones que se desarrollaron independientemente y mediante la interacción con civilizaciones vecinas y lejanas, incluidas otras partes de África, el noreste de África, la Península arábiga y el sudeste asiático.

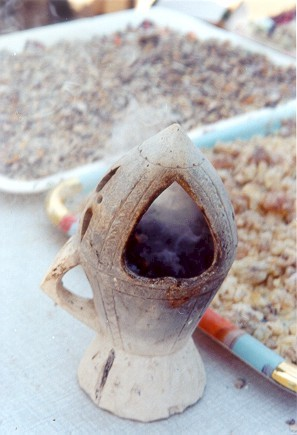
A traditional dabqaad incense burner.

La difusión cultural de la empresa comercial se puede presentar en su cocina exótica, que contiene influencias del sudeste asiático. Debido al amor apasionado y la facilidad con la pobreza del pueblo somalí, Somalia ha sido referida como una "Nación de los poetas" y una "Nación de Bardos", como, por ejemplo, por la novelista canadiense Margaret Laurence. [2] Los somalíes tienen una tradición de contar historias.
Los somalíes tienen una rica herencia musical centrada en el folclore tradicional somalí. La mayoría de las canciones somalíes son pentatónicas; es decir, solo usan cinco tonos por octava en contraste con una escalera hepática (siete notas) como la escala mayor.
El arte somalí es la cultura artística del pueblo somalí, histórico y contemporáneo. Estos incluyen tradiciones artísticas en cerámica, música, arquitectura, tallado en madera y otros géneros. El arte somalí se caracteriza por su aniconismo, en parte como resultado de la influencia vestigial de la mitología preislámica de los somalíes junto con las ubicuas creencias musulmanas. La forma del país otorga un país unido al sobrenombre de todobo (siete).